# Knesset-Menora

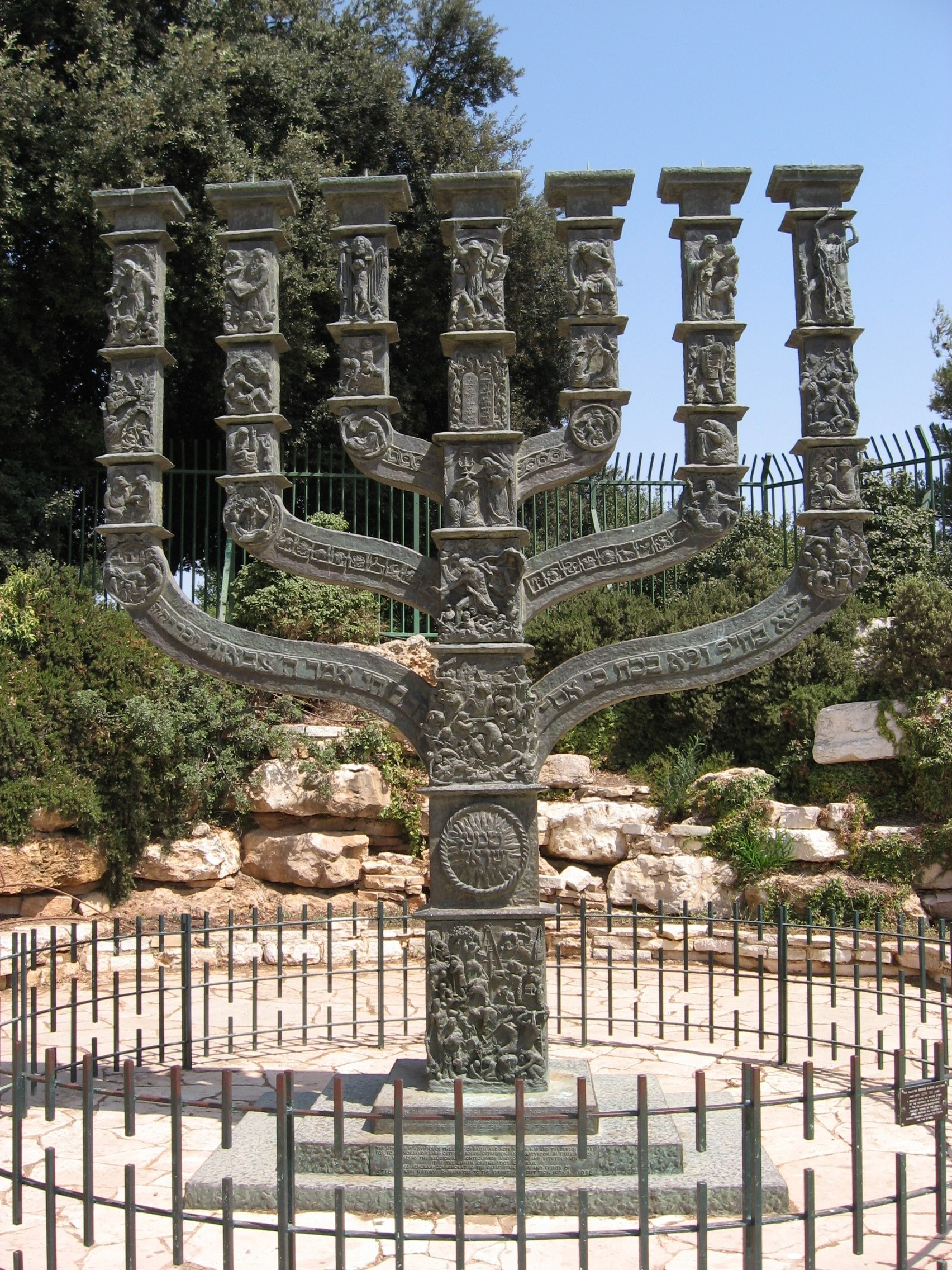
Knesset-Menora

Die Knesset-Menora (hebräisch מנורת הכנסת) ist ein etwa fünf Meter hohes Bronzemonument in Form eines siebenarmigen Leuchters, des Wappensymbols Israels, vor der Knesset, dem israelischen Parlament, in Jerusalem. Sie ist das Hauptwerk von Benno Elkan (1877–1960), einem aus Dortmund stammenden jüdischen Bildhauer, der nach Berufsverbot durch die nationalsozialistischen deutschen Behörden 1935 nach London emigrierte. Die 1949 bis 1956 geschaffene Menora mit ihrem umfangreichen Bildprogramm ist ein Denkmal für die geschichtliche Identität Israels. Seit 1966 steht sie am heutigen Standort.

## Entstehungsgeschichte
Benno Elkan hatte vor der großen Menora bereits eine Reihe siebenarmiger Leuchter geschaffen, teilweise mit christlichen Motiven, etwa zwei große Bibelleuchter für die Westminster Abbey in London und einen Davidsleuchter. Die Idee zu dem großen Leuchter „als Symbol des Judentums“ entwickelte Elkan bereits 1947. 1949 begann er mit der Gestaltung der einzelnen Reliefs. Dargestellt werden sollten Motive aus der „Geschichte des jüdischen Volkes von der biblischen Zeit bis zur Moderne mit der Gründung des Staates Israel“. Elkan wollte den Leuchter zunächst rund um die Welt zu Orten der jüdischen Diaspora schicken, später plante er die Aufstellung an einer Hafeneinfahrt in Palästina, als Symbol vergleichbar mit der amerikanischen Freiheitsstatue.
Die Arbeit am Leuchter rückte immer mehr ins Zentrum der Arbeit Elkans. Er schrieb: „Es muss alles hinter diesem Lebenswerk zurücktreten.“ Elkan korrespondierte mit theologisch gebildeten Bekannten, um zentrale biblische und historische Szenen auszuwählen. Eine weitere wichtige Quelle für Elkans Leuchter war ein mit über 500 englischen Holzschnitten illustrierter Tanach aus dem Jahr 1848, deren Motive Elkan zum Teil übernahm.
1950 konnte Elkan die ersten vier Reliefs der Menora im Rahmen einer Einzelausstellung in der Londoner Galerie Wildenstein präsentieren. Elkan legte die Reliefs plastisch an, wobei die entscheidenden Figuren zum Teil aus der Fläche hervortreten. Auf diese Weise verband der Künstler die eher flächige Form des Reliefs mit der Form der freistehenden Skulptur.
Als sich die britische Politik zu Gunsten Israels wendete, nahmen die Pläne realistischere Züge an. Mitglieder des House of Lords gründeten 1953 das “Menorah fund committee” mit dem Ziel, den Leuchter dem jungen Staat Israel zum Geschenk zu machen. Dennoch gab es während der Entstehung des Leuchters auch Auseinandersetzungen. Proteste orthodoxer Juden richteten sich vor allem gegen die Darstellung einer Szene aus dem Hohen Lied, die König Salomo mit seiner Geliebten Sulamith zeigen sollte. Weiterhin wurde auch Elkans Plan, den Leuchter tatsächlich mit Lichtern zu versehen, von der Orthodoxie abgelehnt. Auch während der Ausarbeitung hat Elkan den Leuchter noch mehrfach verändert, was zum Teil bildlich dokumentiert ist.
Anfang 1956 vollendete Elkan die Menora und präsentierte den Leuchter im Februar 1956 in der Tate Gallery der Öffentlichkeit. Am 15. April 1956 wurde der Leuchter in Jerusalem von den Briten als „Geschenk des ältesten an das jüngste Parlament“ übergeben. Die Menora wurde zunächst in einem Park in der Nähe des provisorischen Parlamentsgebäudes aufgestellt. Im Zuge des Neubaus der Knesset 1966 erhielt sie ihren heutigen Standort gegenüber dem Haupteingang.

## Bildprogramm
Die künstlerische Konzeption verbindet die Idee des Stammbaums, der hier die Genealogie des jüdischen Volkes verbildlichen soll, mit der jüdischen Tradition der siebenarmigen Leuchter. Die Geschichte des jüdischen Volkes und die Erscheinungsformen des jüdischen Glaubens sind dabei von den Spitzen der Arme ausgehend nach unten zu lesen. Zugleich bestehen thematische Beziehungen in Vertikale und Horizontale, die die chronologische Anordnung überlagern. Am unteren Schaft der Menora finden sich Reliefs zum Warschauer Ghetto und zu den Pionieren in Palästina, dazwischen das Schriftmedaillon des Schma Jisrael. Die verzweigte Geschichte des jüdischen Volkes mündet also, so der Kern der politischen Aussage, in der modernen Landnahme in Palästina, die durch den Gehorsam gegenüber Gottes Geboten ermöglicht und bedingt ist. An den unteren Bögen der beiden äußeren Leuchterarme steht auf Hebräisch das Prophetenwort: „Nicht durch Macht, nicht durch Kraft, allein durch meinen Geist! – spricht der Herr der Heere.“ (Sach 4,6 ).
Die Darstellungen im Einzelnen:
| linker äußerer Arm | linker mittlerer Arm | linker innerer Arm | Stamm | rechter innerer Arm | rechter mittlerer Arm | rechter äußerer Arm |
| ------------------ | -------------------- | ------------------ | ----- | ------------------- | --------------------- | ------------------- |
|                    |                      |                    |       |                     |                       |                     |
|                    |                      |                    |       |                     |                       |                     |
|                    |                      |                    |       |                     |                       |                     |
|                    |                      |                    |       |                     |                       |                     |
|                    |                      |                    |       |                     |                       |                     |
|                    |                      |                    |       |                     |                       |                     |
|                    |                      |                    |       |                     |                       |                     |